# یهودیت محافظه‌کار
یهودیت محافظه‌کار یک جریان تازه در یهودیت اشکنازی است که در آلمان در اواسط سده ۱۹ میلادی به وجود آمد.
یهودیت محافظه‌کار اولین بار در سال‌های بعد از۱۸۵۰ در آلمان به عنوان یک واکنش به مواضع لیبرال مذهبی گرفته شده توسط یهودیت اصلاح طلب، توسعه یافت. یهودیت محافظه‌کار در بسیاری از کشورهای خارج از جمله در ایالات متحده، کانادا، اسرائیل و انگلستان پیروان زیادی دارد.

## چهره‌های سرشناس
- لویی فینکلشتین
- نیل گیلمن
- سیمون گرینبرگ
- ژول هارلو
- لوئیس جیکوبز
- اسحاق کلاین
- سائول لیبرمن
- مارشال مایر
- سیمور سیگل
- گوردون تاکر
- مردخای واکسمن
- دیوید ولپه

## نگارخانه

از چهره‌های سرشناس یهودیت محافظه‌کار
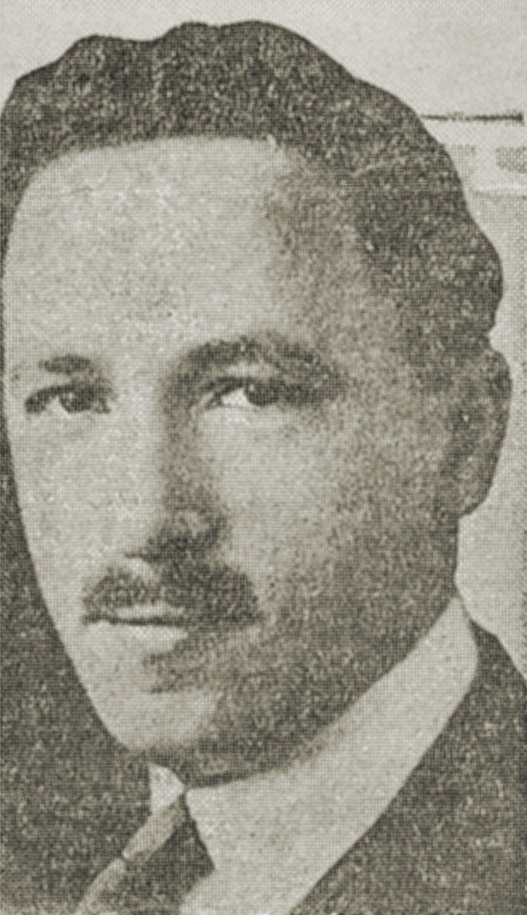
فیلیپ آلستات
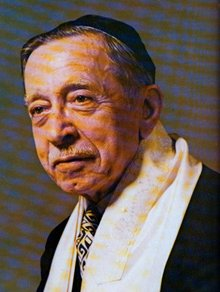
هری هالپرن